# Evropská esperantská unie
| Esperanto |  |
| |  |
| Jazyk |  |
| |  |
| - Akademie esperanta - Gramatika - Slovníky - Esperantologie - Abeceda - Číslovky - Fundamento - lernu! - Letní škola esperanta                                                                             |  |
| |  |
| Organizace |  |
| |  |
| - UEA - TEJO - E@I - EEU - SAT - Český esperantský svaz - Česká esperantská mládež - Esperantské kluby - Katolíci                                                                                           |  |
| |  |
| Dějiny |  |
| |  |
| - Ludvík Lazar Zamenhof - Časová osa - Buloňská deklarace - Ido-schizma - Krize ata/ita - Neutrální Moresnet - Interhelpo - Pražský manifest - Bona Espero - Esperantské město                              |  |
| |  |
| Kultura |  |
| |  |
| - Esperantská setkání - Pasporta Servo - Hudba - Rozhlas - Finvenkismus - Homaranismus - Kabei - Politika - La Espero - Stelo - Symboly (vlajka) - UK - IJK - Esperantista - Rodilí mluvčí - Zamenhofův den |  |
| |  |
| Literatura |  |
| |  |
| - Autoři - Esperantské časopisy - Esperantské slovníky - PIV - Wikipedie - KAEST |  |
| |  |
| Úhly pohledu |  |
| |  |
| - Propedeutická hodnota - Srovnání s idem - Srovnání s interlinguou - Reformy - Odpor vůči esperantu |  |

Evropská esperantská unie (v esperantu Eŭropa Esperanto-Unio, zkratkou EEU) je evropská esperantská organizace založená v roce 1977 a sídlící v Bruselu, jejímž cílem je koordinace a podpora činnosti esperantistů v Evropě, především směrem k politickým a kulturním institucím Evropské unie, a studium a vytváření podmínek příznivých pro rozvoj takovýchto aktivit. Mezi obecnější cíle patří také přispívat k zajištění rovnoprávnosti všech evropských jazyků – oficiálních jazyků, jazyků menšin i regionálních jazyků – a budování evropského vědomí mezi občany Evropské unie.

## Seznam kongresů
| Č. | Rok  | Data       | Obec             | Země      | Účastníků | Zemí |
| -- | ---- | ---------- | ---------------- | --------- | --------- | ---- |
| 9. | 2012 | 16.-20.7.  | Galway           | Irsko     |           |      |
| 8. | 2008 | 28.5.-2.6. | Herzberg am Harz | Německo   | 400       | 23   |
| 7. | 2007 | 28.7.-4.8. | Maribor          | Slovinsko | 256       | 29   |
| 6. | 2004 | 25.-29.8.  | Bilbao           | Španělsko | 284       | 24   |
| 5. | 2002 |            | Verona           | Itálie    |           |      |
| 4. | 2000 | 27.4.-1.5. | Ostende          | Belgie    | 400       |      |
| 3. | 1997 |            | Stuttgart        | Německo   |           |      |
| 2. | 1995 | 2.-6.6.    | Paříž            | Francie   | > 400     |      |
| 1. | 1992 |            | Verona           | Itálie    |           |      |

## Evropská hymna
V dubnu 2012 předložila Evropská esperantská unie Evropské komisi jednu z prvních evropských občanských iniciativ, která navrhuje doplnit evropskou hymnu slovy v neutrálním jazyce esperanto a umožnit tak občanům zpívat ji společně a posílit tím evropskou identitu při současném zachování identit národních.